# Derbyshire County Cricket Club
Der Derbyshire County Cricket Club repräsentiert die traditionelle Grafschaft Derbyshire in den nationalen Meisterschaften im englischen Cricket.

## Geschichte

### Die Anfänge
Cricket in Derbyshire war zur Mitte des 19. Jahrhunderts dominiert vom South Derbyshire Cricket Club, der 1835 gegründet wurde. Er spielte zunächst in Chaddesden, bevor er nach Derby umzug auf den seit 1848 für den Pferderennsport genutzten Derby Racecourse. Auch gab es zwischen 1849 und 1861 mehrere Spiele einer als Derbyshire antretenden Mannschaft die gegen die professionell organisierte All England Eleven in Derby und Chesterfield austrugen. In den späten 1860er Jahren begann Walter Boden dafür zu werben einen County Cricket Club für Derby zu gründen. Auf einem Meeting am 4. November 1870 gab es ein Treffen in der Guildhall in Derby auf dem der Club dann mit der folgenden Resolution gegründet wurde:

“That a cricket club be formed, representing the whole strength of the county, to be called the Derbyshire County Club.”

„Dass ein Cricket Club gegründet wird, der die ganze Stärke des Countys repräsentiert und Derby County Club genannt wird.“

Zum ersten Präsidenten des Clubs wurde der 7. Earl of Chesterfield gewählt, der jedoch schon ein Jahr später starb und so übernahm William Jervis dieses Amt. Das erste Spiel des Clubs fand am 26. Mai 1871 gegen Lancashire in Old Trafford Cricket Ground in Manchester statt und wurde durch Derbyshire mit einem Innings und 11 Runs gewonnen. Lancashire war in den ersten drei Jahren auch die einzige Mannschaft die bereit war gegen Derbyshire zu spielen. Wichtigster Spieler der frühen Mannschaft war Bowler William Mycroft, der einer der besten Bowler im ganzen Land zu dieser Zeit war. In 1874 erzielten sie zusammen mit Gloucestershire die inoffizielle County Meisterschaft. Allerdings waren die ersten Jahre auch von vielen Unglücken geprägt. Dove Gregory, ein wichtiger Bowler starb 1873, Mycroft war häufig erkrankt, und All-rounder William Cropper starb bei einem Fußballspiel. Hinzu kamen Spieler wie Frank Sugg und Frank Shacklock die den Club verließen, um für andere Counties zu spielen. Dies führte zu finanziellen Schwierigkeiten und schlechten Leistungen und so verlor Derbyshire 1888 seinen First-Class-Status. Dieses war keine Entscheidung von einem Verband, denn zu dieser Zeit haben über den Status von Spielen die Presse und Cricket-Historiker entschieden.

### Teil der County Championship

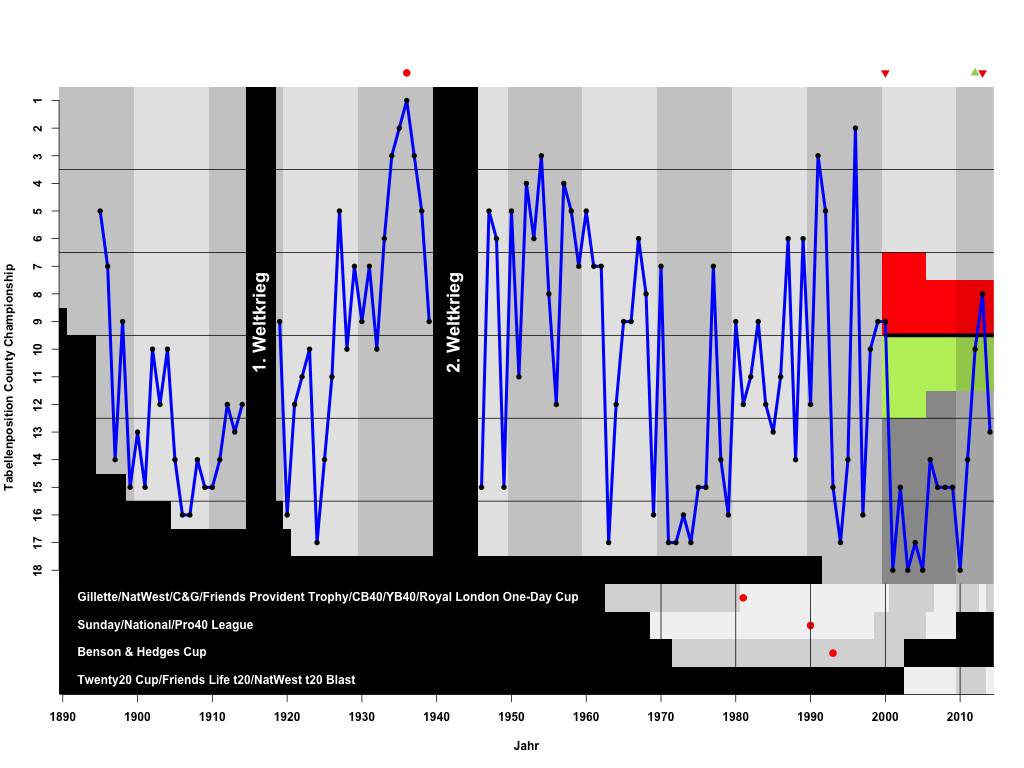
Performance des Derbyshire County Cricket Club im First Class, One-Day und T20 Cricket in den nationalen englischen Wettbewerben.

Diese Degradierung blieb bis 1894 bestehen, und ab der Saison 1895 war Derbyshire Teil der offiziellen County Championship. In den ersten Jahren tat sich die Mannschaft schwer zwar hatte man Spieler wie George Davidson, John Hulme, George Porter, William Storer, William Chatterton und Harry Bagshaw aufweisen, jedoch gelang 1897 kein Sieg. So verblieb der Club bis zum Ersten Weltkrieg zumeist in der unteren Tabellenhälfte und erzielte 1897, 1899, 1901, 1906 und 1907 den letzten Tabellenplatz. Allerdings gab es auch Lichtblicke. So erzielten 1910 John Chapman und Arnold Warren in ihrem Partnership zum neunten Wicket gegen Warwickshire zusammen 283 Runs, ein Weltrekord im First-Class-Cricket, der bis heute gültig ist. Nach dem Krieg verblieb der Club zunächst im unteren Tabellenbereich. 1920 und 1924 wurde man noch einmal Tabellenletzter, bevor sich das Team ins Mittelfeld vorkämpfen konnte. Schlagmänner wie Stan Worthington, Denis Smith und George Pope, sowie die Bowler Alf Pope, Tom Mitchell und Bill Copson sorgten unter Kapitän Guy Jackson für diesen Aufschwung. Nachdem ab 1931 Arthur Walker Richardson die Kapitänsrolle übernommen hatte, konnte sich Derbyshire ab 1934 sich sogar in den ersten drei platzieren. Einem Zweiten Platz 1935 folgte dann 1936 der Gewinn der County Championship. Nach diesem Höhepunkt ihrer First-Class-Geschichte trat Richardson zurück und nach einem weiteren dritten Platz im Folgejahr rutschte das Team wieder ins Mittelfeld.

### Nach dem Zweiten Weltkrieg
Derbyshire verblieb zunächst im Mittelfeld. Man hatte Schwierigkeiten einen neuen Kapitän zu finden und es dauerte bis 1951 bis man mit Guy Willatt einen solchen fand. Dies führte dazu, dass man mit einem Vierten Platz 1952 wieder in der Tabellenspitze ankam. Zwei Jahre später gelang ihnen sogar ein dritter Platz. Von da an ging es zumeist bergab. 1957 folgte noch einmal ein vierter Platz, aber schon 1963 viel man auf den letzten Tabellenplatz zurück. Derbyshire gelang erstmals 1969 der Einzug in ein One-Day-Cricket-Finale. 1978 gelang ihnen das im Benson & Hedges Cup erneut, jedoch dauerte es bis 1981, bis sie erstmals mit der NatWest Trophy eine solche Meisterschaft auch gewinnen konnten. Im Finale gegen Northamptonshire gewannen sie unter Kapitän Barry Wood dank der weniger verlorenen Wickets. Währenddessen verblieben sie in der County Championship zumeist am Tabellenende. Zwischen 1971 un 1974 platzierten sie sich dreimal als Tabellenletzter und einmal als Vorletzter. In den 1980er Jahren konnten sie sich zumindest im Tabellenmittelfeld platzieren, als All-rounder Geoff Miller und Bowler Bob Taylor für sie spielten. Die Erfolge wurden weiterhin im One-Day-Cricket. 1988 erreichten sie abermals das Finale des Benson & Hedges Cups verloren dort jedoch gegen Hampshire. 1990 gewannen sie unter Kapitän Kim Barnett die Refuge Assurance League. In der County Championship konnten sie 1991 den dritten Platz erzielen. Im dritten Anlauf gewannen sie dann 1993 den Benson & Hedges Cup im Finale gegen Lancashire. Nach einem Absturz in der County Championship bis auf den vorletzten Platz 1994 gelang ihnen 1996 dort noch einmal ein zweiter Platz. Ein letztes Finale erreichten sie 1998 in der NatWest Trophy, wo sie gegen Lancashire unterlagen, aber mit dem Abstieg in der 2000 in der nun in zwei Divisionen gespielt wurde, verblieb Derbyshire zumeist am Tabellenende oder schied früh aus den Wettbewerben aus. 2001, 2003, 2005 und 2010 wurden sie jeweils letzter der County Championship. 2011 gelang ihnen der Aufstieg in die erste Division, aus der sie jedoch im Folgejahr gleich wieder abstiegen. 2016 warne sie wieder letzter in der First-Class Meisterschaft.

## Stadion
Das Heimstadion des Clubs ist das County Cricket Ground in Derby. Als weitere Heimstätte wird der Queen’s Park in Chesterfield genutzt.

## Erfolge

### County Cricket
Gewinn der County Championship (1): 1936

### One-Day Cricket
Gilette/NatWest/C&G Trophy/FP Trophy (1963–2009) (1): 1981
Sunday/National/Pro40 League (1969–2009) (1): 1990
Benson & Hedges Cup (1972–2002) (1): 1993
ECB 40/Clydesdale Bank/Yorkshire Bank 40 (2010–2013) (0): –
Royal London One-Day Cup (2014-heute) (0): –

### Twenty20
Twenty20 Cup/Friends Life t20/NatWest t20 Blast (0): –

## Statistiken

### Runs
Die meisten Runs im First-Class Cricket wurden von den folgenden Spielern erzielt:
| Spieler          | Spielzeiten | Runs   |
| ---------------- | ----------- | ------ |
| Kim Barnett      | 1979–1998   | 23.854 |
| Denis Smith      | 1927–1952   | 20.516 |
| Derek Morgan     | 1950–1969   | 17.842 |
| Les Townsend     | 1922–1939   | 17.667 |
| Stan Worthington | 1924–1947   | 17.000 |

### Wickets
Die meisten Wickets im First-Class Cricket wurden von den folgenden Spielern erzielt:
| Spieler        | Spielzeiten | Runs  |
| -------------- | ----------- | ----- |
| Les Jackson    | 1947–1963   | 1.670 |
| Cliff Gladwin  | 1939–1958   | 1.536 |
| Billy Bestwick | 1898–1925   | 1.452 |
| Tommy Mitchell | 1928–1939   | 1.417 |
| Derek Morgan   | 1950–1969   | 1.216 |